# K-pop-együttesek listája (2020-as évek)
Ez a lista a 2020-es években debütált K-pop-együtteseket sorolja fel.

## 2020
| Név             | Név                          | Nem   | Ügynökség-kiadó        | Feloszlott |
| Hivatalos átírt | Hangul (magyaros)            | Nem   | Ügynökség-kiadó        | Feloszlott |
| --------------- | ---------------------------- | ----- | ---------------------- | ---------- |
| B.O.Y           | 비오브유 (Piobuju)           | férfi | Music Works            | 2021       |
| Cignature       | 시그니처 (Szigunicsho)       | nő    | J9 Entertainment       | —          |
| DKB             | 다크비 (Takhubi)             | férfi | Brave Entertainment    | —          |
| MCND            | 엠씨엔디 (Emssziendi)        | férfi | TOP Media              | —          |
| TO1             | 티오원 (Thiovon)             | férfi | Wake One Entertainment | —          |
| Cravity         | 크래비티 (Khurebithi)        | férfi | Starship Entertainment | —          |
| Woo!ah!         | 우아 (Ua)                    | nő    | NV Entertainment       | —          |
| Secret Number   | 시크릿넘버 (Szikhurisznombo) | nő    | Vine Entertainment     | —          |
| E'Last          | 엘라스트 (Elraszuthu)        | férfi | E Entertainment        | —          |
| Weeekly         | 위클리 (Ükhulri)             | nő    | IST Entertainment      | —          |
| Treasure        | 트레저 (Thuredzso)           | férfi | YG Entertainment       | —          |
| Botopass        | 보토패스 (Pothopheszu)       | nő    | WKS ENE JMG            | 2022       |
| WEi             | 위아이 (Üai)                 | férfi | Oui Entertainment      | —          |
| Drippin         | 드리핀 (Turiphin)            | férfi | Woollim Entertainment  | —          |
| P1Harmony       | 피원하모니 (Phivonhamoni)    | férfi | FNC Entertainment      | —          |
| Lunarsolar      | 루나솔라 (Runaszolra)        | nő    | JPlanet Entertainment  | 2022       |
| Ghost9          | 고스트나인 (Koszuthunain)    | férfi | Maroo Entertainment    | —          |
| STAYC           | 스테이씨 (Szutheisszi)       | nő    | High Up Entertainment  | —          |
| Aespa           | 에스파 (Eszupha)             | nő    | SM Entertainment       | —          |
| BAE173          | 비에이이173 (Pieii173)       | férfi | MBK Entertainment      | —          |
| Enhypen         | 엔하이픈 (Enhaiphun)         | férfi | Belift Lab             | —          |

## 2021
| Név             | Név                       | Nem   | Ügynökség-kiadó                                | Feloszlott |
| Hivatalos átírt | Hangul (magyaros)         | Nem   | Ügynökség-kiadó                                | Feloszlott |
| --------------- | ------------------------- | ----- | ---------------------------------------------- | ---------- |
| T1419           | 티일사일구 (Thiilszailku) | férfi | MLD Entertainment                              | —          |
| Tri.be          | 트라이비 (Thuraibi)       | nő    | TR Entertainment                               | —          |
| Kingdom         | 킹덤 (Khingdom)           | férfi | GF Entertainment                               | —          |
| Pixy            | 픽시 (Phikszi)            | nő    | Allart Entertainment Happy Tribe Entertainment | —          |
| Ciiper          | 싸이퍼 (Sszaipho)         | férfi | R.A.I.N. Company                               | —          |
| Purple Kiss     | 퍼플키스 (Phophulkhiszu)  | nő    | RBW                                            | —          |
| Mirae           | 미래소년 (Mireszonjon)    | férfi | DSP Media                                      | —          |
| NTX             | 엔티엑스 (Enthiekszu)     | férfi | Victory Company                                | —          |
| Hot Issue       | 핫이슈 (Hasziszju)        | nő    | S2 Entertainment                               | 2022       |
| Blitzers        | 블리처스 (Pulricshoszu)   | férfi | Wuzo Entertainment                             | —          |
| Epex            | 이펙스 (Iphekszu)         | férfi | C9 Entertainment                               | —          |
| Lightsum        | 라잇썸 (Raiszsszom)       | nő    | Cube Entertainment                             | —          |
| Just B          | 저스트비 (Csoszuthubi)    | férfi | Bluedot Entertainment                          | —          |
| Omega X         | 오메가엑스 (Omegaekszu)   | nő    | Spire Entertainment                            | —          |
| BugAboo         | 버가부 (Pogabu)           | nő    | A Team                                         | —          |
| Billlie         | 빌리 (Pilli)              | nő    | Mystic Story                                   | —          |
| Ive             | 아이브 (Aibu)             | nő    | Starship Entertainment                         | —          |

## 2022
| Név             | Név                      | Nem   | Ügynökég-kiadó                             | Feloszlott |
| Hivatalos átírt | Hangul (magyaros)        | Nem   | Ügynökég-kiadó                             | Feloszlott |
| --------------- | ------------------------ | ----- | ------------------------------------------ | ---------- |
| Got the Beat    | 갓더비트 (Kasztobithu)   | nő    | SM Entertainment                           | —          |
| Kep1er          | 케플러 (Khephulro)       | nő    | Swing Entertainment Wake One Entertainment | —          |
| H1-Key          | 하이키 (Haikhi)          | nő    | GLG Sony Music Korea                       | —          |
| Trendz          | 트렌드지 (Thurendudzsi)  | férfi | Interpark Music Plus                       | —          |
| Viviz           | 비비지 (Pibidzsi)        | nő    | BPM Entertainment                          | —          |
| Nmixx           | 엔믹스 (Enmikszu)        | nő    | SQU4D                                      | —          |
| Tempest         | 템페스트 (Thempheszuthu) | férfi | Yuehua Entertainment                       | —          |
| Le Sserafim     | 르세라핌 (Ruszeraphim)   | nő    | Source Music                               | —          |
| Classy          | 클라씨 (Khulrasszi)      | nő    | M25 Universal Japan                        | —          |
| Blank2y         | 블랭키 (Pulrengkhi)      | férfi | Keystone Entertainment                     | —          |
| ATBO            | 에이티비오 (Eithibio)    | férfi | IST Entertainment                          | —          |
| CSR             | 첫사랑 (Cshoszszarang)   | nő    | A2Z Entertainment                          | —          |
| NewJeans        | 뉴진스 (Njudzsinszu)     | nő    | ADOR                                       | —          |

## 2023
| Név             | Név                        | Nem | Ügynökég-kiadó | Feloszlott |
| Hivatalos átírt | Hangul (magyaros)          | Nem | Ügynökég-kiadó | Feloszlott |
| --------------- | -------------------------- | --- | -------------- | ---------- |
| TripleS         | 트리플에스 (Thuriphureszu) | nő  | MODHAUS        | —          |